# مجيدو
مچدو هي مدينة كنعانية تقع شمالي فلسطين، ويعود تاريخها إلى الألف الثالثة قبل الميلاد. تميزت مچدو في ظل الحضارة الكنعانية العريقة؛ بالبناء الحجري والأسوار الكبيرة، والقصور الفخمة، واشتهرت بصناعة النسيج والملابس ولا سيما تقدمها بمجال الزراعة. تعتبر اليوم من أهم المواقع الأثرية في فلسطين، حيث صُنفت في عام 2005 ضمن قائمة اليونسكو لمواقع التراث العالمي.
تنبع أهمية مچدو من موقعها الاستراتيجي على الطريق التجاري والعسكري الذي يخترق جبل الكرمل من السهل الساحلي، ويتحكم بمدخل مرج ابن عامر، ويسيطر على الطريق الآتية من مصر إلى سورية. وهذا الموقع المميز أكسب المدينة مكانة مهمة عبر العصور، حيث كان مسرحًا للعديد من الأحداث في تاريخ المنطقة.

## التسمية
أطلق الكنعانيون هذه التسمية على المدينة «مچدو»، بسبب موقعها على تل استراتيجي، حيث تعني هذه التسمية «موضع الجيوش ومخيمها». وقد ذُكرت مچدو في الإنجيل بسفر الرؤيا باسم «أرمجدون» . وأمّا عن التسمية العربية «تل المتسلم»؛ فقد كان متسلم «لواء اللجون» أي الوالي يُقيم في «تل مچدو»، ليتمتع بالمناظر الخلابة التي كانت تطل عليه من المروج الخضراء، فسمي التل نسبة له.

## التاريخ
دلّت الحفريات الأثرية التي جرت في المكان ما بين سنوات 1925 و1935، على أنه موقع مدينة كنعانية الأصل، وقد تعاقبت على التل عشرون مدينة خلال حقب مختلفة تتراوح ما بين 4,000 إلى 400 سنة قبل الميلاد، يعود أقدمها إلى أواخر العصر الحجري الحديث، واستمر الاستيطان في الموقع إلى العصر الفارسي دون انقطاع. كانت تتداولها جيوش أمم كثيرة منها: الهكسس والفلستيون والأشوريون والبابليون والمصريون واليونان والرومان والفرس حتى أخيرًا البريطانيون.
ذكرت المدينة في رسائل تل العمارنة، كما أشارت إليها سجلات تحتمس الثالث عام 1468ق.م، عندما انتصر عليها في ذلك الحين وحصل منها على غنائم كثيرة وثمينة، مما يدل على الأهمية البالغة من الغنى والازدهار التي بلغتها منذ ذاك التاريخ، وهذا ممّا لا شك فيه لأن موقعها الاستراتيجي كان يخوّلها التحكّم في الطريق الرئيسي الهام بين أشور في الشرق وبين مصر في الغرب وكذلك طريق الشمال والجنوب الذي يهيمن على سلسلة جبال فلسطين، يضاف إلى هذه الأهمية السهول المحيطة بالمكان ومنها سهل يزرعيل أو ما يسمّى باليونانية إيزدرلون ألا وهو مرج ابن عامر السهل الشهير بخصوبته.
كانت مچدو محصنة بسور ذي بوابة مؤلفة من ثلاثة أبواب الواحد تلو الآخر تحميها أربع غرف للحرس، غرفتان من كل جانب. وكان السور مائلاً من الخارج ومبنيا بحجارة ضخمة. ووجد في داخله معبد وقصر. وكان الكنعانيون في مچدو يدفنون موتاهم في قبور منحوتة في الصخر، وكانت هذه تحتوي عادة على أكثر من مدفن.

### العصر الحجري
ازدهرت المدينة في العصر الحجري النحاسي، فظهرت مساكن مستطيلة مبنية من الحجارة، وسقوفها من القصب والطين، ولها ساحات مسوّرة، كما عثر على معبد يتألف من ساحة تحيط بها المباني، ومدخلين وبئر ومذبح؛ عثر فيه على عظام حيوانية وكسر فخارية.
كان يعمل سكان مچدو في الزراعة وتربية الحيوان، وصنعوا الفخار الرمادي؛ وفخارًا مطبوعًا عليه أشكال حيوانية وزخارف نباتية.

### العصر البرونزي
في عصر البرونز القديم أصبحت المساكن أكبر، وبنيت المعابد التي تألفت من قاعة مستطيلة، ورفع السقف على دعائم خشبية ترتكز على قواعد حجرية. أُستعمل الفخار على نطاقٍ واسع، وصُدّرت الجرار إلى مصر، وصنعت الأدوات البرونزية، كما عثر على أدوات للزينة وقطع ذهبية مصنعة محليًا وأختام إسطوانية، وظهرت في أواخر ذلك العصر زراعة الحبوب والزيتون واللوز.
في عصر البرونز الوسيط أصبحت مچدو مدينة محصّنة، بنيت أسوارها بالحجارة، ودعمت بالأبراج، كما حصنت بواباتها الضخمة بالعضادات الحجرية، وبنيت فيها المساكن الكبيرة والقصور. وظهرت صناعة الحلي والغزل وحياكة الملابس. ازداد في ذلك العصر التدخل المصري في فلسطين، فقد عثر على جَعَارِين باسم الفرعون سنوسرت الأول (1970-1936ق.م)، كما تذكر وثيقة مصرية توجه سنوسرت الثالث إلى فلسطين للقضاء على تمرّد فيها، وكانت مچدو من تلك المناطق التي فتحها.
في العصر البرونزي الحديث تطورت مچدو كثيرًا، وبنيت فيها المساكن المنظمة وقصور الأمراء، كقصر الحاكم الذي أُكتشف قرب بوابة المدينة، وتألف من قاعة كبيرة أحاط بها عدد من الغرف.
صنع السكان فخارًا مزخرفًا برسومات طيور وأسماك وأشكال هندسية، كما عثر على فخار مستورد من قبرص ومناطق بحر إيجة، وعثر تحت أنقاض أحد القصور على كميات كبيرة من الحلي من الذهب والخرز والحجر اللازوردي والزجاج الملون، وعلى مجموعة من العاجيات.

#### معركة مچدو
تعد معركة مچدو أهم أحداث ذلك العصر، وهي أول تحقيق عسكري في العالم لمعركة خاضتها جيوش مصرية، وجاءت تفاصيلها في حوليات الفرعون المصري تحتمس الثالث، حيث ذكر أنه استطاع عام 1468ق.م أن يهزم تحالفًا لإمارات سورية وفلسطينية بقيادة ملك مچدو وملك قادش، وشارك في هذا التحالف ما يقارب من مئة وعشرين مدينة حاولت الخروج من دائرة النفوذ المصري.
وعندما دارت المعركة خارت قوى جيوش التحالف، وفرَّت لتحتمي بأسوار المدينة، وحوصرت مچدو مدة سبعة أشهر، تمكّن الجيش المصري بعدها من تحقيق نصر حاسم أدى إلى إخضاع فلسطين والملوك الكنعانيين للسيطرة المصرية عدة قرون لاحقة. واستولى تحوتمس على مغانم كثيرة كالخيول والعربات المصنوعة من الذهب والفضة والماشية وعدد كبير من الأسرى ومن الأسلحة والأثاث والتماثيل الثمينة وغيرها.

### العصر الحديدي
أما في عصر الحديد الأول فقد بقيت مچدو تحت السيطرة المصرية، حيث ورد في كتابة على إحدى بوابات معبد الكرنك أن الملك رمسيس الثالث (1184-1151ق.م) قد سجن بعض الأمراء السوريين في قلعة مچدو، كما كانت المدينة إحدى المدن الفلسطينية التي أخضعها شيشنق الأول المصري لسلطته في عام 913ق.م. منذ القرن التاسع قبل الميلاد وقعت مچدو في قبضة الملك الآشوري تغلات فلاصر (742-732ق.م)، واحتلها صارغون الآشوري (722-705ق.م.)، ثم تحالفت مچدو وبعض أمراء المدن الفلسطينية مع الفرعون طهراقا (690-666ق.م) للإفلات من السيطرة الآشورية، وجرت معركة مچدو الثانية بين المصريين والآشوريين عام 609ق.م، ثم دمرت المدينة على يد الفرعون نخاو، وهجر أهلها. أهم ما عثر عليه من ذلك العصر هو إسطبلات المدينة التي تتسع لأكثر من 450 حصانًا، واكتشفت مجموعة من القطع الفنية العاجية، كما عثر على عدد من تيجان الأعمدة، وبعض أثاث العبادة الدينية من الطين والحجر ونقود يونانية وفارسية، وهذا دليل على بقاء المدينة عامرة بالسكان في هذين العهدين.

## الجغرافيا

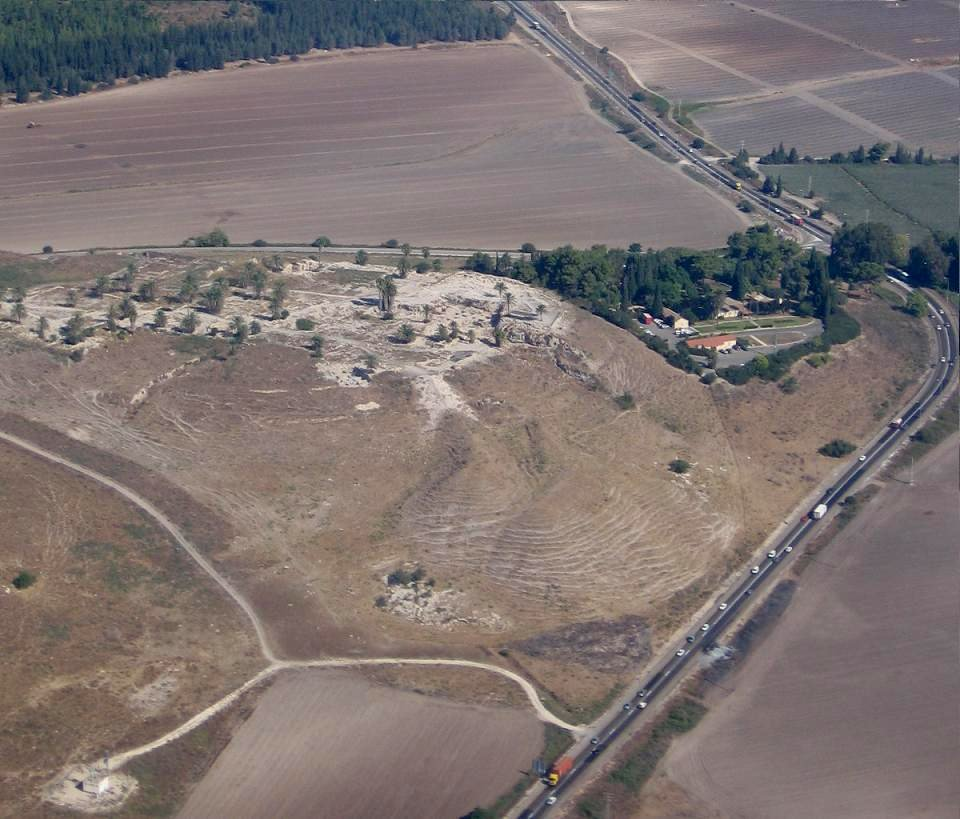
منظر جوي لتل مچدو من الجهة الجنوبية الشرقية.

تقع أطلال مدينة مچدو فوق تل استراتيجي، يرتفع نحو ستين مترًا عن السهول المحيطة به. إلى الجنوب الشرقي من حيفا على بعد حوالي 35 كيلومترًا. يُشرف هذا التل على كل قسم في سهل مرج بني عامر حتى زرعين نحو الأردن، إلى أن يقوم جبل فقوعة حاجزًا للنظر. وهي تُرى مُستقيمة في سهل مرج بني عامر في أعرض مواضعه في الأودية، التي تتصل بجبل الطور إلى بحيرة طبريا. وإلى شمالها جبال الجليل، كما وأنها تُشرف على سهل عكا والبحر المتوسط من خلال ممر ضيق.

## علاقات دولية

### توأمة مدن
تل مچدو توأمة مع:
- إيكسل، بلجيكا.[9]

## طالع أيضًا
- مچدو (مستوطنة إسرائيلية)
- اللجون (قرية فلسطينية مهجرة)
- غوتليب شوماخر